# Kappelrodeck
Kappelrodeck – miejscowość i gmina w Niemczech, w kraju związkowym Badenia-Wirtembergia, w rejencji Fryburg, w regionie Südlicher Oberrhein, w powiecie Ortenau, siedziba związku gmin Kappelrodeck. Leży ok. 20 km północny wschód od Offenburga.